# Tortricosia excisa
Tortricosia excisa là một loài bướm đêm thuộc phân họ Arctiinae, họ Erebidae.